# NGC 1672
NGC 1672 (również PGC 15941) – galaktyka spiralna z poprzeczką (SBb), znajdująca się w gwiazdozbiorze Złotej Ryby w odległości 60 milionów lat świetlnych. Została odkryta 5 listopada 1826 roku przez Jamesa Dunlopa. NGC 1672 ma 75 tys. lat świetlnych średnicy. Należy do galaktyk Seyferta.

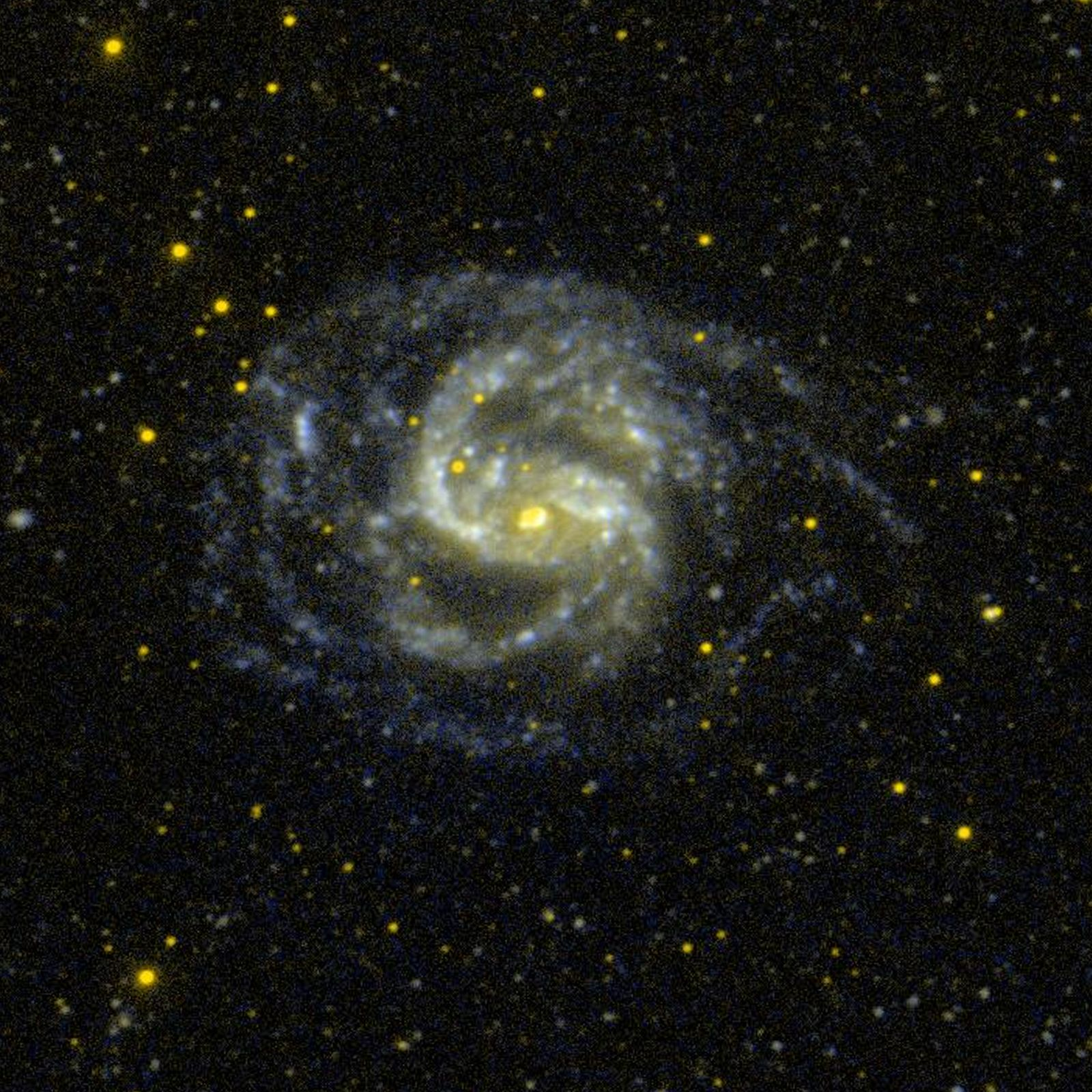
Zdjęcie całej galaktyki w ultrafiolecie z sondy GALEX